# Brasil nos Jogos Olímpicos de Verão de 1976
O Brasil competiu nos Jogos Olímpicos de Verão de 1976 em Montreal, no Canadá.